# Зачепилівка
Зачепилівка — селище у Берестинському районі. Центр Зачепилівської селищної громади. До 2020 року була центром Зачепилівського району Харківської області.

## Географія
Селище міського типу Зачепилівка знаходиться на лівому березі річки Берестова біля місця впадіння в неї річки Вошива (ліва притока), вище за течією річки Вошива примикає до села Миколаївка, на протилежному березі річки Берестова розташовані села Нагірне і Кочетівка, нижче за течією примикає село Скалонівка. Річка Берестова звивиста, на ній багато лиманів і заболочених озер, зокрема озеро Горіле. На відстані 1 км знаходиться залізнична станція Зачепилівка.
Зі станції Зачепилівка можна без пересадок дістатися приміськими поїздами в Берестин, Самар, Дніпро, Харків.

## Історія
Точної дати заснування тут села не встановлено. За одними відомостями, Зачепилівка виникла в першій половині XVII ст. в результаті запорізької колонізації; за іншими — заснування села припадає на кінець XVII — початок XVIII ст., коли вихідці з Полтавського полку осіли хуторами по річках Орчику, Берестовій та Орелі. Серед селищ на річці Берестовій згадується і Зачепилівка.
В перші десятиліття свого існування село зростало повільно. У 1764 році тут налічувалося 734 чол., а через 20 років — у 1784 році — 759 чоловік.
Основним господарським заняттям населення було землеробство і скотарство; багато хто чумакував. Займалися жителі села також рибальством та полюванням.
У 1802 році, після створення Полтавської губернії, Зачепилівка стала волосним центром Костянтиноградського повіту. На той час тут проживало 1068 чоловік 5, часто відбувалися ярмарки, на які їздили жителі з навколишніх сіл.
За даними на 1859 рік у власницькому та козацькому селі Костянтиноградського повіту Полтавської губернії, мешкало 1800 осіб (881 чоловічої статі та 919 — жіночої), налічувалось 296 дворових господарств, існувала православна церква, відбувалось 3 ярмарки на рік.
Станом на 1885 рік у колишньому державному селі Леб'язької волості мешкало 2318 осіб, налічувалось 481 дворове господарство, існували православна церква, школа, постоялий будинок, 3 лавки, 42 вітряних млини, відбувалось 3 ярмарки на рік.
За переписом 1897 року кількість мешканців зросла до 4054 осіб (2013 чоловічої статі та 2041 — жіночої), з яких 4036 — православної віри.
Станом на 1900 рік село було центром окремої, Зачепилівської волості.
У 1932-33 році селище зазнало втрат внаслідок голодомору
В ході Другої світової війни в 1941—1943 рр. Селище було окуповане німецькими військами. 7 жовтня 1941 року
радянські війська відступили з Зачепилівки.
У 1968 — зміна статусу на селище міського типу.
У січні 1989 року чисельність населення становила 5130 чоловік.
У травні 1995 року Кабінет міністрів України затвердив рішення про приватизацію перебували в селищі райсільгосптехніки і райсільгоспхімії, в липні 1995 року було прийнято рішення про приватизацію відгодівельного радгоспу.
У 1997 році ПТУ, що перебувало в селищі, було ліквідовано.
За даними перепису 2001 року чисельність населення становила 4409 чоловік, за станом на 1 січня 2013 року - 3753 осіб.
Поблизу Зачепилівки у 2013 році Германо-Слов'янською археологічною експедицією Харківського національного університету імені В. Н. Каразіна знайдено 3 поховання, які датуються 2—3 ст. н. е. Були знайдені гончарна та ліпна кераміка, залізний ніж, а також пряжка від паска.

## Економіка
- Молочно-товарна і велика птахо-товарна ферма
- ТОВ «Дружбокраянске»
- ТОВ «Миколаївка»
- КП "Редакція газети «Горизонти Зачепилівщини»
- Сільськогосподарське ПП ім. «ФРУНЗЕ»
- Зачепилівська інкубаторна станція
- Зачепилівський молокозавод
- Зачепилівський молокоцех Красноградського маслозаводу

## Об'єкти соціальної сфери
- Дитячий садок
- Школа
- Музична школа
- Парк
- Будинок культури
- Стадіон «Колос»
- Лікарня
- Бібліотека
- Телевізійний центр

## Спорт
У 1994 році, в Зачепилівці було засновано футбольний клуб «Колос», який виступав у чемпіонаті Харківської області (Вища ліга), та в Аматорській лізі України. 28 липня 2018 року футбольний клуб «Колос» (Зачепилівка) припинив свою роботу.

## Уродженці
- Злидень Юрій Федорович (1925—2001) — український живописець.
- Злидень Федір Євтихійович — письменник та журналіст, плужанин, розстріляний 1938.
- Сипало Іван Миронович (1922—2002) — Герой Радянського Союзу.
- Ситник Клавдія Володимирівна (1986—2020) — сержант ЗСУ.
- Хижняк Антон Федорович (1907—1993) — письменник.
- Некрасов Максим Юрійович (1989—2022) —солдат ЗСУ.